# Athripsodes karsensis
Athripsodes karsensis är en nattsländeart som beskrevs av Cakin och Malicky 1983. Athripsodes karsensis ingår i släktet Athripsodes och familjen långhornssländor. Inga underarter finns listade i Catalogue of Life.